# Honghe (Kreis)
Der Kreis Honghe (红河县,  Hónghé Xiàn ) ist ein Kreis des Autonomen Bezirks Honghe der Hani und Yi in der chinesischen Provinz Yunnan.
Die Fläche beträgt 2.034 Quadratkilometer und die Einwohnerzahl 284.607 (Stand: Zensus 2020). 1999 zählte Honghe 264.523 Einwohner. Der Kreis wurde nach dem Roten Fluss (红河,  Hónghé) benannt.

## Administrative Gliederung
Auf Gemeindeebene setzt sich der Kreis aus einer Großgemeinde und zwölf Gemeinden zusammen. Diese sind:
- Großgemeinde Yisa 迤萨镇

- Gemeinde Jiayin 甲寅乡
- Gemeinde Baohua 宝华乡
- Gemeinde Luo’en 洛恩乡
- Gemeinde Shitouzhai 石头寨乡
- Gemeinde Azhahe 阿扎河乡
- Gemeinde Leyu 乐育乡
- Gemeinde Langdi 浪堤乡
- Gemeinde Dayangjie 大羊街乡
- Gemeinde Chegu 车古乡
- Gemeinde Jiache 架车乡
- Gemeinde Diema 垤玛乡
- Gemeinde Sancun 三村乡